# Saison 4 de Wakfu
Chronologie
Saison 3 Saison 5
Cet article présente les épisodes de la quatrième saison de la série télévisée d'animation française Wakfu réalisée par les studios Ankama Animations.

## Genèse, développement et promotion

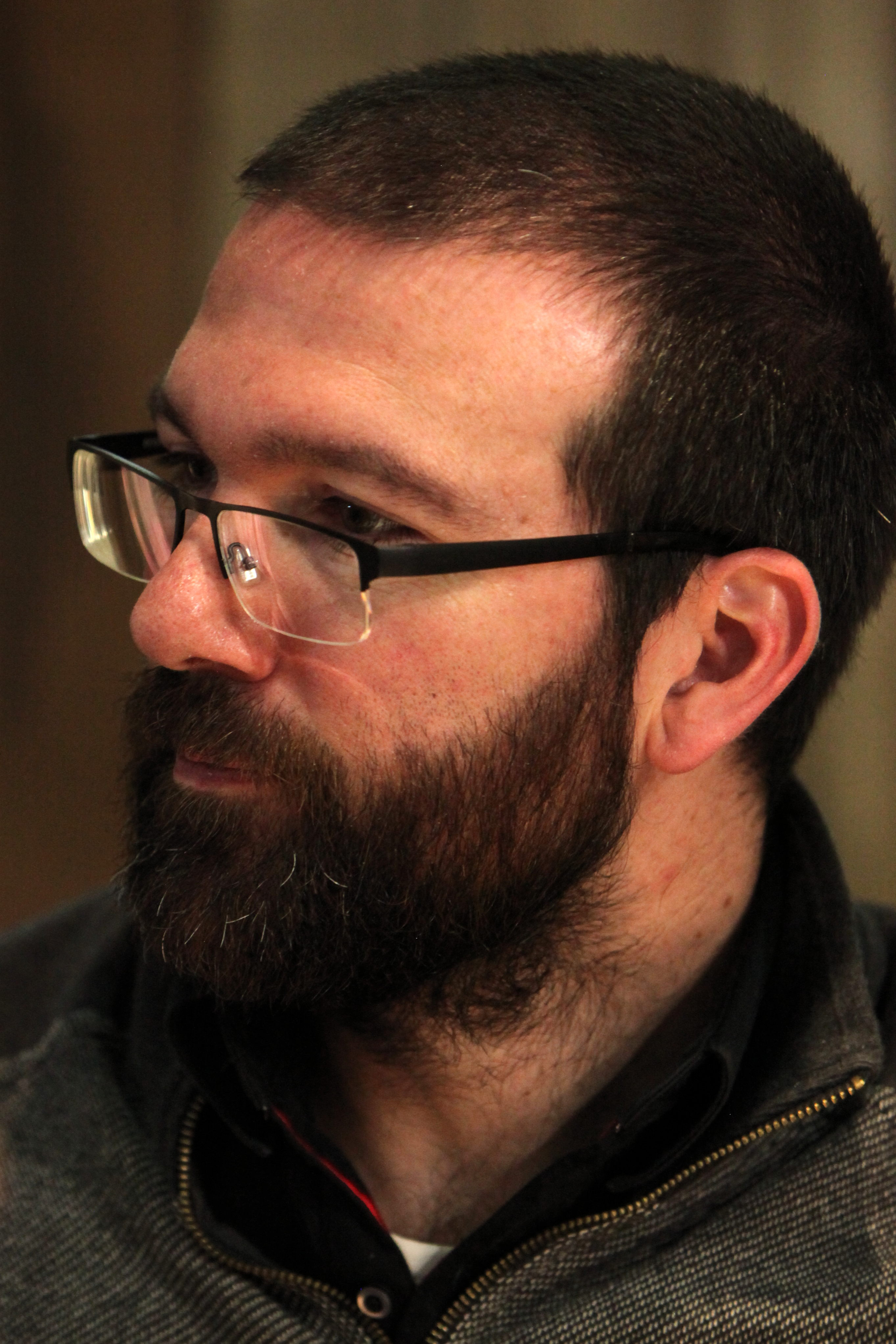
Anthony Roux, alias Tot, le créateur de la série et scénariste de la troisième saison.

Ankama a pour volonté de développer une saison 4 en parallèle de la production de la saison 3. Cependant, Netflix le diffuseur international de la saison 3 ne semble pas avoir atteint son objectif d'audience et ne souhaite pas participer à la saison 4. En février 2020, le producteur de la série annonce être à la recherche de diffuseurs pour cette future saison.

### Financement participatif
Le 7 mai 2020, le studio Ankama annonce l'arrivée d'un financement partcipatif sur Kickstarter pour financer la production de la quatrième saison au mois de juin de la même année.
Le Kickstarter commence le 8 juin 2020 et s'accompagne d'un trailer.
Au premier palier de 100 000 euros Ankama s'engage à produire 3 épisodes. Chaque palier supplémentaire de 100 000 euros débloquant un épisode supplémentaire.
Le Kickstarter s'achève le 29 juin 2020 avec 17 889 contributeurs et plus de 1,5 million d'euros récoltés ce qui représente environ 25 % du budget total de la saison selon Ankama.
La sortie de la saison 4 est initialement prévue en juin 2024, selon les informations données lors du Kickstarter.
Comme pour la saison 3, et contrairement aux deux premières saisons, il n'y a pas 26 épisodes mais 13 épisodes. De plus, à la suite de la campagne Kickstarter deux épisodes bonus ont été débloqués, le premier est consacré au personnage d'Oropo, le second demeure secret. Cependant, les deux épisodes fusionnent pour devenir un épisode plus long sur Oropo.
Le 19 octobre 2023, France.tv Slash annonce la diffusion de l'épisode spécial sur Oropo pour le 17 novembre.
En janvier 2024, France TV annonce que la saison 4 sortira à partir du 9 février 2024 sur Okoo avec une avant-première le 25 janvier au festival de la BD d'Angoulême.
Pour les autres pays, la saison 4 est diffusé sur l'Ankama Launcher, le logiciel qui permet de lancer les jeux Dofus et Wakfu.

## Fiche technique générale
- Scénario : Anthony Roux
- Production : Sébastien Blanchard, Pauline Wallez
- Date de la première diffusion: 9 février 2024
- Durée des épisodes : 23 minutes (25 minutes pour l'épisode 13)
- Nb d'épisodes: 13

## Accueil

### Audiences
Dans un communiqué, France TV (et Okoo) annonce plus d'un million de vues pour les 4 premiers épisodes après quatorze jours en France. Le meilleur départ de la plateforme dans la catégorie animation. Après 10 épisodes, un autre communiqué annonce plus de 2,5 millions de vues en France.

## Suite
Le 13 avril 2024, le créateur de la série annonce sur le réseau social Twitter qu'une saison 5 est en discussion avec des événements qui se déroulent entre la saison 4 et la suite en cours dans le format Webtoon/Manga Wakfu : La Grande Vague.
Le 12 juin 2024, Wakfu saison 5 est officiellement annoncé au festival international du film d'animation à Annecy. De plus, FranceTV annonce aussi soutenir la production et devenir diffuseur de la saison.
Le 5 février 2025 sort un teaser sur l'antagoniste pour la saison 5 ainsi que l'annonce d'un financement participatif sur Kickstarter, la semaine suivante.
Le 12 février 2025, dans un premier trailer, antagoniste est révélé, c'est le compte Harebourg qui semble avoir fusionné avec l'Eliacube. Le Kickstarter atteint son objectif minimum de 500 000 €. Il atteint la somme de 1 785 790 € à la fin de sa période de financement (12 mars 2025). Une seconde période de financement a été annoncée sur Backerkit, à partir du 25 mars 2025, permettant d'atteindre les objectifs non atteints par le Kickstarter.

### Wakfu: La Grande Vague
Grace a la volonte des Sadidas et des Eliatropes, Toross Mordal et son armée de Nécromes ont été vaincus. Amalia est devenue reine du Royaume Sadida aux côtés de son mari, Yugo, roi des Eliatropes. Mais alors que la vie semble reprendre son cours normal, Yugo a des visions de plus en plus inquiétantes et Aurora, l'épouse du frère d'Amalia mort au combat, revient au royaume pour revendiquer le trône.
La suite de la saison 4 (et prochainement de la saison 5) en Webtoon est disponible sur l'Ankama launcher (logiciel des jeux Dofus, Wakfu et Waven) et Allskreen à partir du 19 avril 2024. Une version physique format manga est aussi prévu à partir du 7 juin 2024 pour le tome 1.